# Srŏk Kândiĕng
Srŏk Kândiĕng är ett distrikt i Kambodja.   Det ligger i provinsen Pursat, i den centrala delen av landet, 160 km nordväst om huvudstaden Phnom Penh. Antalet invånare är 53 335.